# Dom van Bardowick
De H.H. Petrus en Paulusdom (Duits: Dom zu Bardowick St. Peter und Paul) is een gotische, drieschepige hallenkerk in de Nedersaksische plaats Bardowick. De kerk werd tussen 1389 en 1485 gebouwd en was een kapittelkerk (een filiaal van het klooster in Amorbach), maar geen bisschopskerk. De Petrus en Paulusdom is dagelijks voor bezichtiging geopend.

## Geschiedenis
De geschiedenis van de kerk gaat terug tot een stiftkerk, die als een missieondersteuningspunt voor de kerstening van de Balten, Slaven en Scandinaviërs bij het Klooster Amorbach hoorde en vanaf 1146 in de geschriften voorkomt. Het oorspronkelijk houten kerkgebouw werd omstreeks 1000 vervangen door een kerk van veldstenen en liep tijdens de verwoesting van Bardowick in 1189 door Hendrik de Leeuw aanzienlijke schade op. Van de voorganger bleven slechts de spolia in de westelijk voorgebouwde Stefanuskapel en de toren over. Hier zijn nog de rechthoekige gipshoudende stenen van de Lüneburgse Kalkberg aanwezig. Van dit gesteente, dat gemakkelijk verweert, werd ook het romaanse portaal opgericht, dat door de voorgelegen kapel tegen deze verwering wordt beschermd.
Overgeleverde aflaatbrieven uit 1236 en 1300 hebben betrekking op de verkrijging van de fondsen voor de bouw van een nieuwe kerk op de oude locatie. Vanaf 1381 stellen een kapittelbesluit en meer aflaatbrieven de financiering van de bouw zeker. In de 14e eeuw werd de apostel Paulus als tweede naampatroon van de kerk toegevoegd.
De achthoekige toren werd al omstreeks 1300 van baksteen opgetrokken. Daarna vertraagde de bouw om in 1389 te worden voortgezet met de oprichting van het koor. Het koor telt drie traveeën, heeft een 7/10 afsluiting en bezit een lengte van 28 meter en een breedte van 12,80 meter. Het hoofdschip is vier traveeën lang. Aan de hand van stempelafdrukken konden een paar stenen gedateerd worden van 1390 tot 1409, omdat deze stempels identiek zijn aan die op bakstenen van de Michaëlkerk van Lüneburg.
Dendrochronologisch onderzoek heeft uitgewezen dat het dakgestoelte dateerbaar is op 1405 respectievelijk 1428. Het koorgestoelte werd in 1487 geplaatst. De omstreeks deze tijd gebouwde voorhal voor het zuidelijke portaal, zoals ze nog op oude voorstellingen te zien is, bleef niet bewaard en werd afgebroken. Van deze voorhal bleef een houten beeld van een zittende leeuw bewaard boven het zuidelijk portaal. In 1543 werd de reformatie ingevoerd. De laatgotische sacristie is een toevoeging uit 1792.

## Inrichting

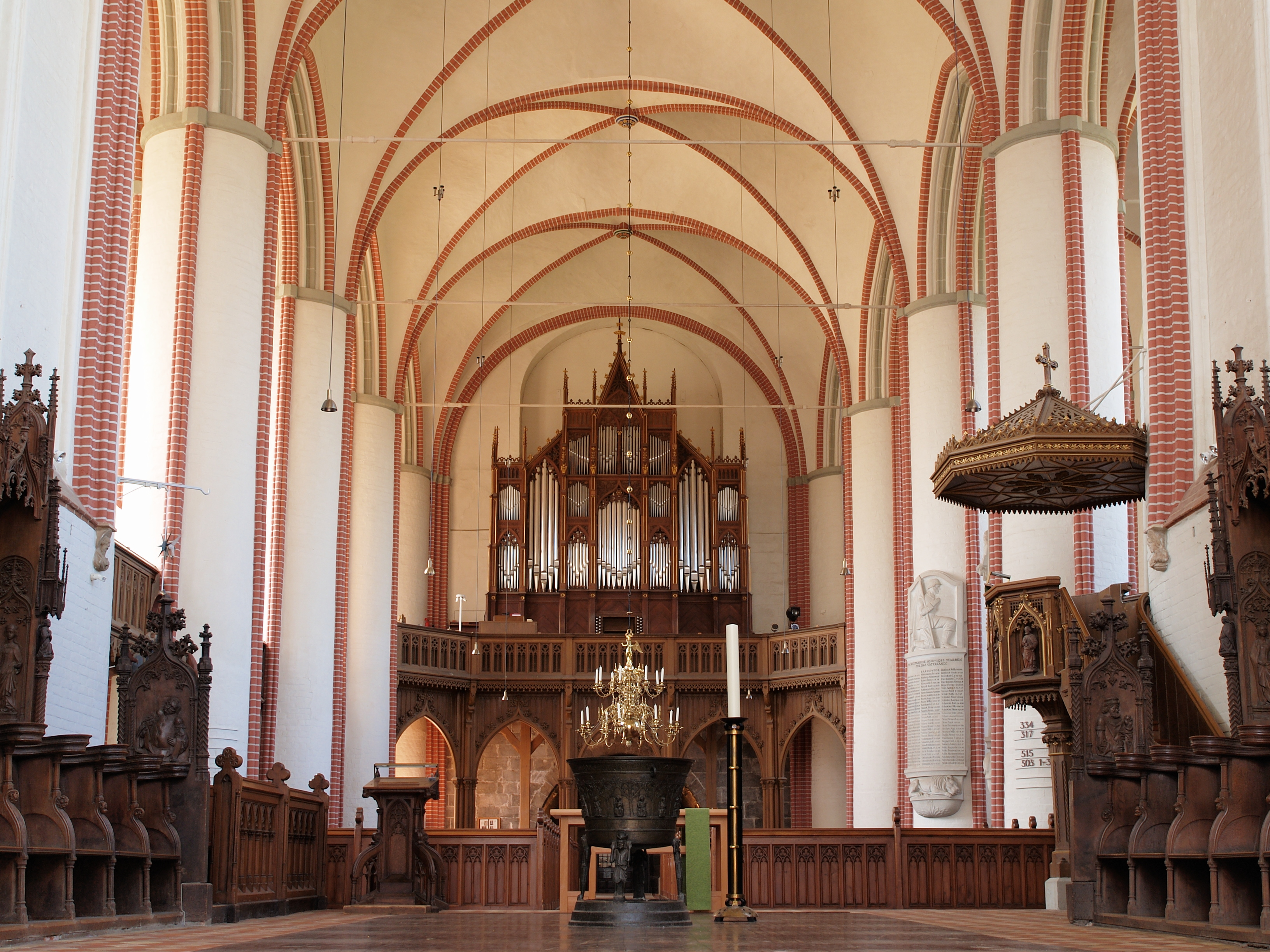
Interieur

- Het bronzen doopvont is van het jaar 1367 en stamt vermoedelijk uit Lüneburg. Vier beelden op een ring dragen het doopvont, dat werd versierd met reliëfs van Christus en heiligen.
- Het eiken vleugelaltaar werd tegen 1430 vervaardigd en is in 1968 gerestaureerd. In het middendeel worden Maria met het Kind tussen de twaalf apostelen getoond, op de beide vleugels bevinden zich in totaal nog eens zestien mannelijke en vrouwelijke heiligen.
- Het koorgestoelte met waardevol houtsnijwerk werd in 1487 uit eikenhout gemaakt en is geheel bewaard gebleven.
- De kerk bezit een zestal klokken, waarvan drie romaans zijn en tussen 1200 en 1250 werden gegoten.
- In de kerk hangt een grote kroonluchter uit 1664.

## Orgel
Op de oude westelijke galerij van de dom werd met instandhouding van de historische orgelkas uit 1867 door de orgelbouwer Alexander Schuke uit Potsdam een nieuw orgel gebouwd en op 15 januari 2012 ingewijd. Het instrument beschikt over 45 registers verdeeld over drie manualen en pedaal. Het orgel werd zodanig gedisponeerd dat het zeer geschikt is voor het spelen van de orgelmuziek van Johann Sebastian Bach, maar het orgel voldoet eveneens uitstekend aan de eisen die het liturgische orgelspel en andere stijlen van het orgelrepertoire stellen.

## Afbeeldingen

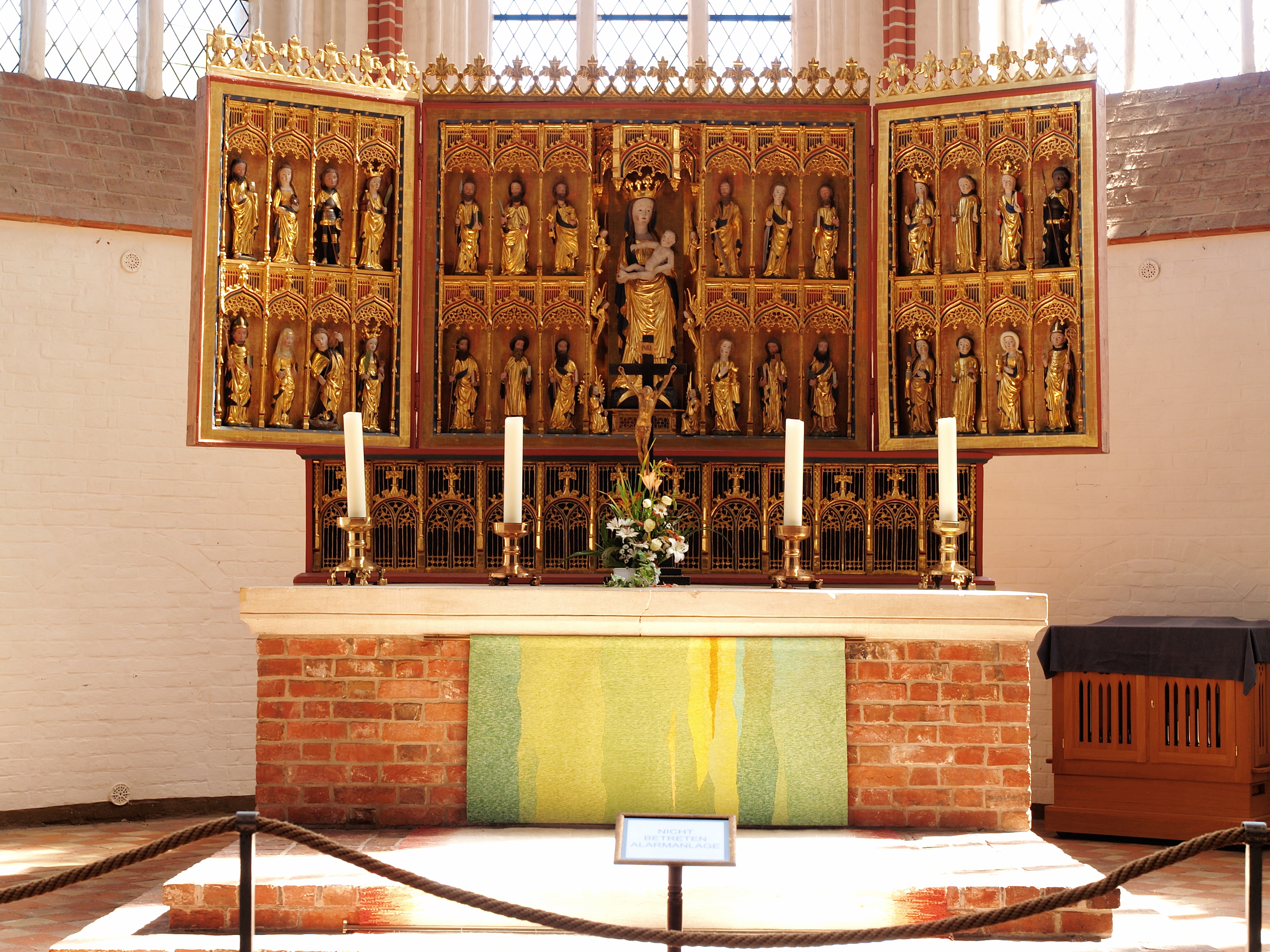
Altaar
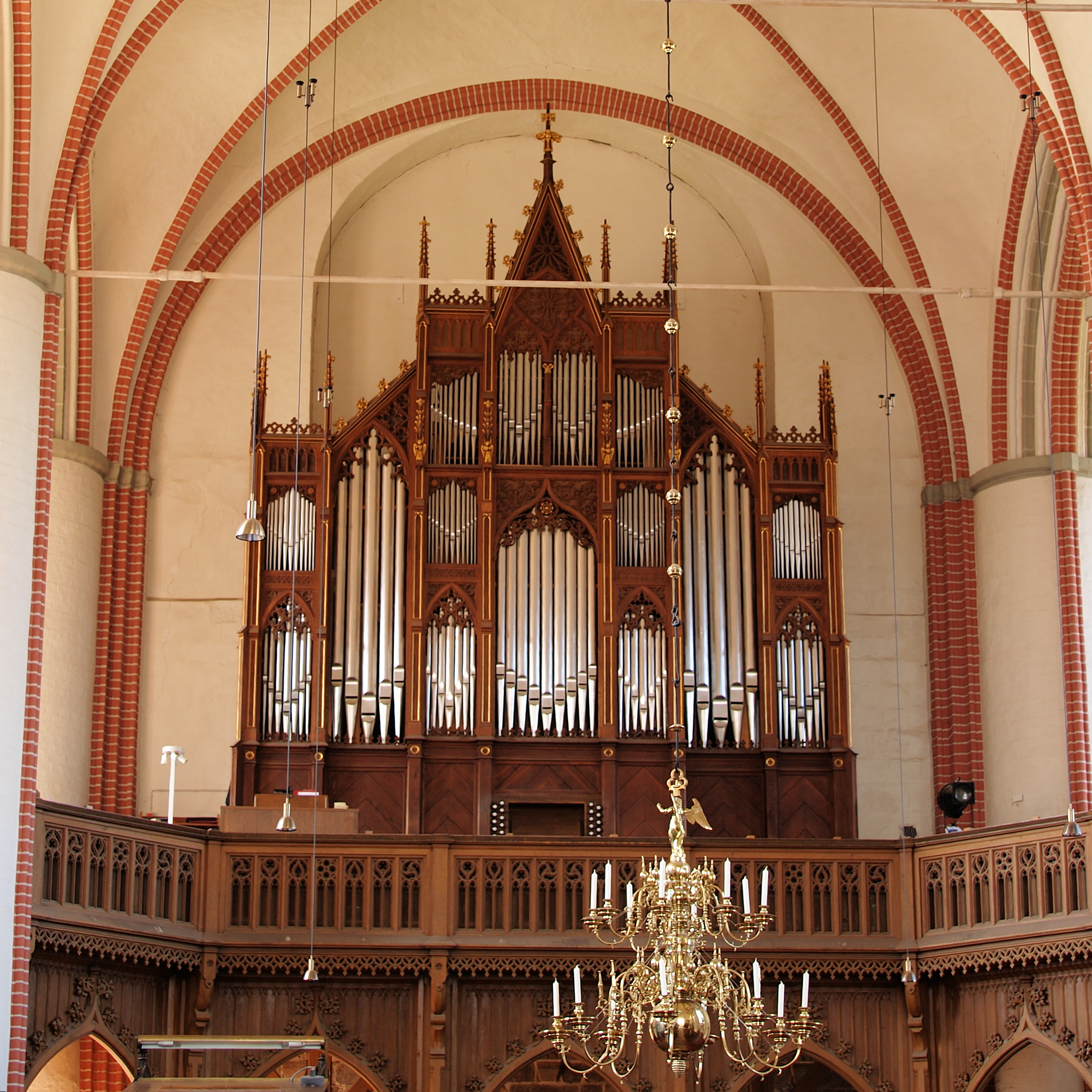
Orgel
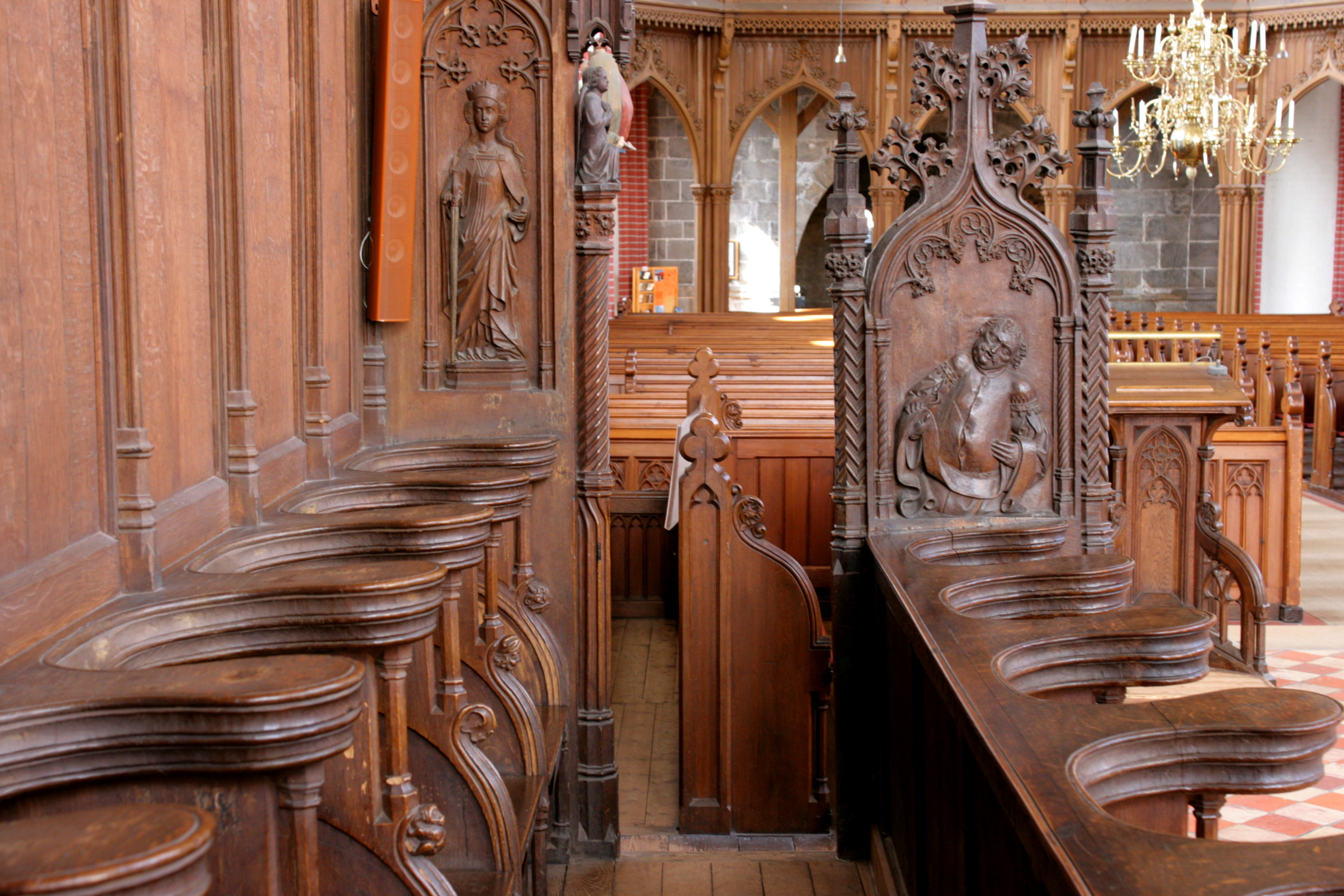
Koorgestoelte
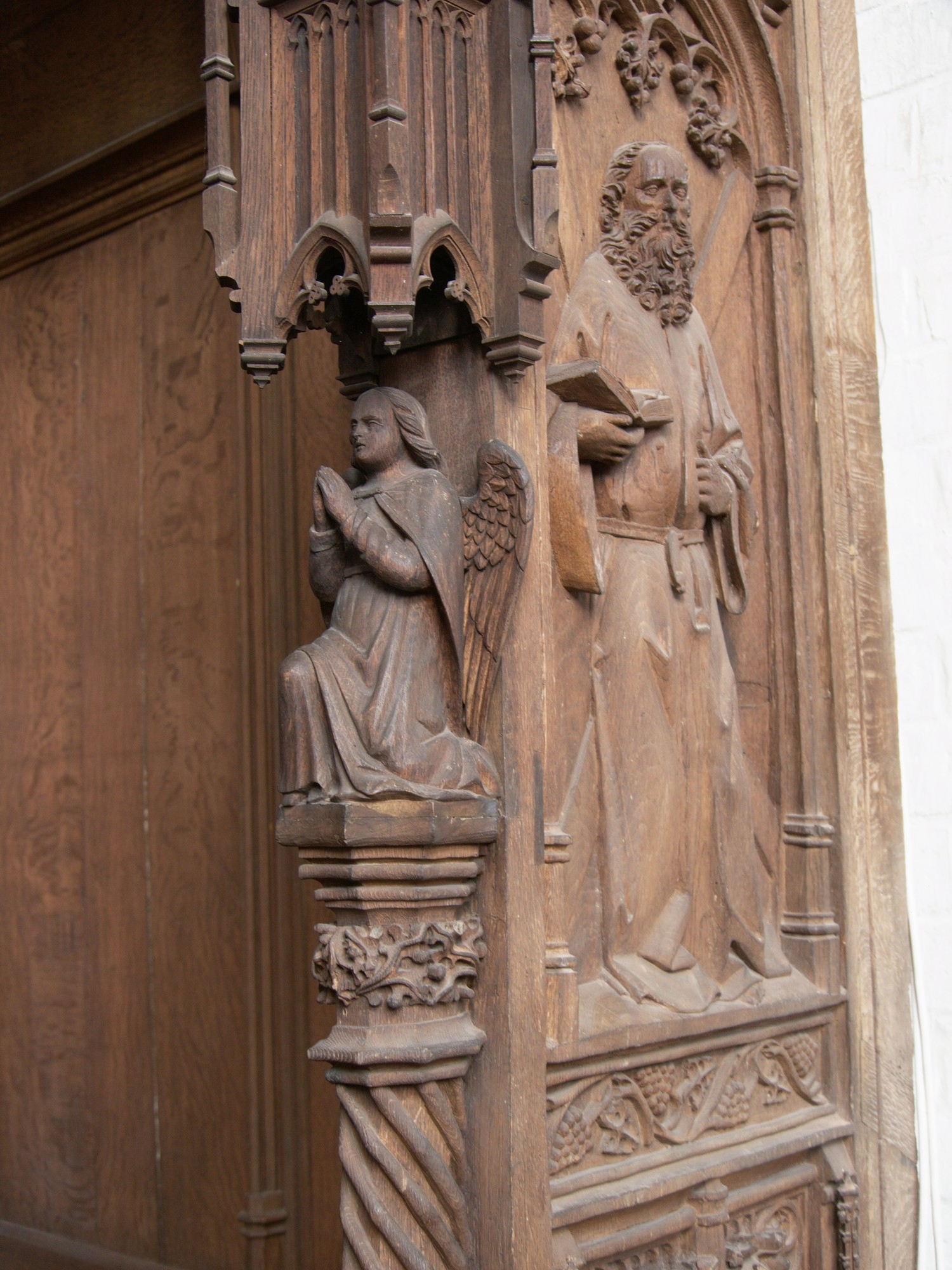
Detail koorgestoelte
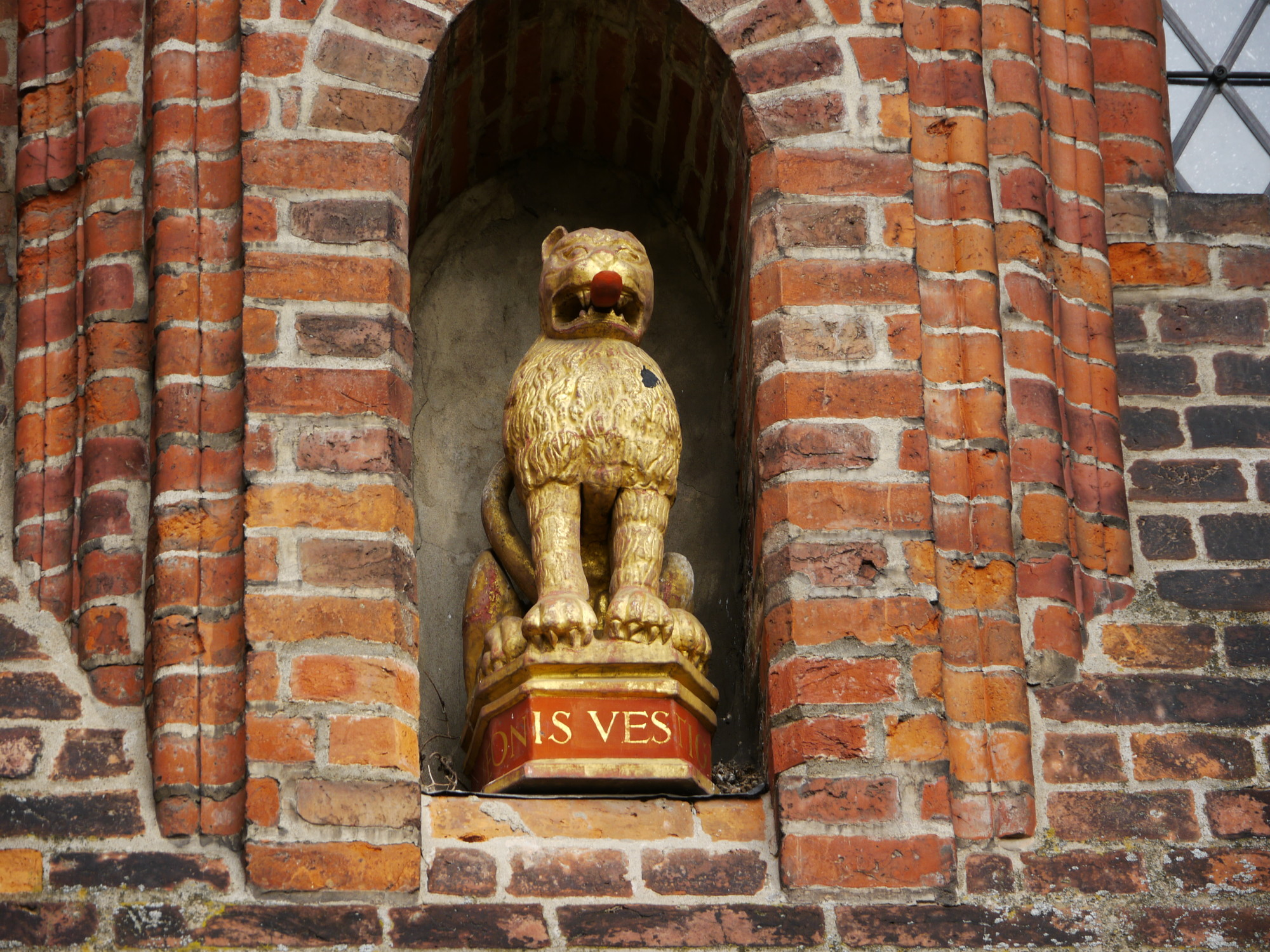
Leeuw boven het zuidelijk portaal